# حاجي أباد (فلاورجان)
حاجي أباد (بالفارسية: حاجی‌آباد) هي قرية تقع في البلدة المركزية في إيران. يقدر عدد سكانها بـ 773 نسمة .